# Piotr Sujka
Piotr Sujka (ur. 5 lutego 1969 w Radomiu) – polski basista, członek rockowego zespołu Ira.
Swój pseudonim artystyczny zapożyczył z amerykańskiej kreskówki Pixie, Dixie i Pan Jinks.

## Życiorys
Jego rodzice prowadzili szklarnię. Ukończył technikum ogrodnicze.
W młodości współtworzył z Wojciechem Owczarkiem amatorską kapelę Brak Miejsc, następnie stworzył zespół Pandora. W grudniu 1989 został basistą w zespole Ira. W 1990 
po raz pierwszy zaprezentował się szerszej publiczności podczas występu Iry na Festiwalu w Sopocie. W następnych latach nagrał z zespołem kilka albumów, zagrał jako support przed grupą Aerosmith oraz wystąpił na Festiwalach w Jarocinie. W 1993 zajął czwarte miejsce w rankingu najlepszych gitarzystów basowych roku sporządzonym przez magazyn Gitara i Bas, rok później zajął siódme miejsce w zestawieniu.
Po zawieszeniu działalności Iry we wrześniu 1996 wraz z gitarzystą Piotrem Łukaszewskim oraz perkusistą Wojciechem Owczarkiem wspomagał Gadowskiego w poczynaniach solowych. W 1998 zagrał trasę koncertową promującą płytę Artur Gadowski oraz brał udział w sesji nagraniowej do płyty Kamienie Katarzyny Gärtner. W 2000 wziął udział w nagraniach drugiej solowej płyty Artura Gadowskiego oraz występował na koncertach promujących album.
Pod koniec 2001 wraz z Gadowskim, Owczarkiem oraz Suskim reaktywował grupę Ira. Od momentu powrotu z zespołem na scenę nagrał z nim trzy albumy studyjne i jeden koncertowy, będący zapisem wielkiego koncertu jubileuszowego z okazji 15-lecia istnienia zespołu.
Żonaty z Anetą, mają syna Bartka.

## Dyskografia

### Ira
- 1991 – Mój dom
- 1993 – 1993 rok
- 1993 – Ira Live
- 1994 – Znamię
- 1995 – Ogrody
- 2002 – Tu i teraz
- 2004 – Ogień
- 2004 – Live 15-lecie
- 2007 – Londyn 08:15
- 2010 – 9
- 2013 – X
- 2016 – My
- 2021 – Jutro[7]

### Gościnne występy
- 1998 – Kamienie – Katarzyna Gärtner
- 2000 – G.A.D. – Artur Gadowski
- 2003 – Przeznaczenie – Ewelina Flinta